# جیجی بالیستا
جیجی بالیستا (ایتالیایی: Gigi Ballista؛ ‏ ۱ دسامبر ۱۹۱۸ – ۲ اوت ۱۹۸۰) یک بازیگر اهل ایتالیا بود. 
از فیلم‌هایی که وی در آن نقش داشته است، می‌توان به به بانو تجاوز شده است، سرانجام… هزار و یک شب، مرتکب اعمال ناپاک نشو، خوش به‌حال پولداران، قطار سریع‌السیر نیمه‌شب، پرندگان، زنبورهای عسل و ایتالیایی‌ها، گالیله، طبقه هفتم، یک داستان عاشقانه، از بلوندها متنفرم، جووانونا شاسی‌بلند، اعترافات یک پلیس زن، پوکر در رختخواب، ضعف اخلاقی خانوادگی، شیرین‌بیان، مددکار اجتماعی آتشین‌مزاج، خانم دکتر زیر لحاف، زن یکشنبه و سالن کیتی اشاره کرد.